# Lakrids by Bülow
Lakrids by Johan Bülow A/S (også kendt som Lakrids by Bülow) er et firma, der producerer gourmet-lakrids. Det blev grundlagt i 2007 af Johan Bülow i Svaneke på Bornholm. Indtil 25. januar 2019 blev virksomheden markedsført som Lakrids by Johan Bülow, hvorefter den er blevet markedsført som Lakrids by Bülow.

## Ejerskab
I 2016 solgte Johan Bülow aktiemajoriteten i Lakrids by Bülow til den svenske kapitalfond Valedo Partners. I 2025 blev Lakrids by Bülow solgt til den internationale kapitalfond IDG Capital.

## Beliggenhed
Ved etableringen i 2007 fandt produktionen sted i en lille lakridsbutik på Glastorvet i Svaneke. Året efter startede Johan Bülow en industriel produktion i lejede lokaler i Taastrup på Sjælland. Virksomheden forblev i Taastrup indtil forsommeren 2013, hvor produktionsfaciliteter og kontor blev flyttet til nye lokaler på 3.200 m2 i Avedøre Holme i Hvidovre Kommune.